# Zezinha Rezende
Maria José Aranha de Rezende, ou Zezinha Rezende, como era conhecida entre os mais chegados (Santos, 2 de outubro de 1911 — Santos, 17 de junho de 1999) foi uma poetisa e jornalista brasileira. Usou os pseudônimos de Ana Carolina e Maria Celeste.
A "Poetisa das Rosas",  e a "Poetisa de Santos", foi uma das  fundadoras  da  Academia Santista de Letras, junto a outros intelectuais, tendo sido a primeira mulher a ocupar uma cadeira da entidade, a de n° 25, tendo tido como patrono Vicente de Carvalho. Era membro do Instituto Histórico e Geográfico de Santos.
Sua influência poética surgiu do convívio com intelectuais como Martins Fontes, Paulo Gonçalves e Ribeiro Couto. E principalmente de seu tio avô, Vicente de Carvalho, o Poeta do Mar. 
Foi cronista do jornal A Tribuna, de Santos.
Bisneta de Manuel Carlos Aranha, barão de Anhumas e sua primeira esposa Ana Tereza de Souza Aranha (filha de Maria Luzia de Souza Aranha, viscondessa de Campinas). Filha de Leôncio de Azevedo Rezende e Georgina Aranha de Rezende, tendo sido seus irmãos, Sara Aranha de Rezende (que se casou com Manoel Golegan), Leôncio de Rezende Filho (que se casou com Maria Cecy Pinto Coelho de Vasconcelos), Izabel Aranha de Rezende (que se casou com Francisco Porto), Maércio Aranha de Rezende (que se casou com Vera Lara Fonseca), Augusta Aranha de Rezende (que se casou com Pedro Motta) e Andreia Aranha de Rezende (que se casou com Mario Pierri). Tia da também escritora e poeta santista, radicada na Paraíba, Maria Valéria Rezende e tia-avó da também escritora e poeta santista, radicada em São Paulo, Chris Ritchie.

## Palacete dos Aranhas
Foi seu avô, Pedro de Alcântara de Souza Aranha,  natural de Campinas, casado com Isabel Bueno de Carvalho, corretor de café em Santos,  que mandou construir no ano de 1889, esplendido palacete, o primeiro da cidade de Santos, conhecido como “Palacete dos Aranhas”, na esquina das ruas General Câmara com Conselheiro Nébias, no bairro Paquetá, que chamava atenção pela enormidade do terreno, jardins com esplendidas palmeiras, terraços, mirante, a beleza do estilo. Nele a poetisa nasceu e lhe trouxe grandes recordações. No Palacete dos Aranhas viveram o poeta Vicente de Carvalho e sua mãe, Augusta Bueno de Carvalho, cunhado e sogra do proprietário. E muito do que Maria José recordou da famosa moradia foi contado por sua mãe, Georgina, que mudou-se para lá aos quatro anos de idade e lá mesmo casou-se, teve filhos e netos.
Mas o Paquetá ganhou novas características e a família Aranha partiu. O palacete, com todo seu requinte de construção e materiais finíssimos, virou sede do Centro de Saúde, que ocupou o imóvel por 15anos, tendo sido mais tarde demolido pela Açucareira Santista. A casa e as palmeiras estão imortalizadas em cartões postais de Santos antiga e numa pintura de Gentil Garcez que Maria José exibia em sua sala. E são tema de uma poesia - Minha Casa - e de uma crônica -  A Casa das Palmeiras - da moradora  inconformada com a demolição do imóvel, e que acreditava poder ter sido transformado em um museu, por tudo o que foi e representou.

## Obras da autora
- Minha casa
- A casa das palmeiras
- Rosa Desfolhada (seu primeiro livro, em 1949)
- Fonte Sonora (1953)
- Sonetos que o amor inspirou

...e inúmeras outras.
Sua obra em prosa consiste dos livros: 
- "Crônicas de Domingo";
- "Vicente de Carvalho, o Poeta da Mar" (biografia que lhe valeu o prêmio Luiz de Camões da Academia de Ciências e Letras de Lisboa);
- "Affonso d'Escragnolle Taunay - O Desbravador da História Paulista" (biografia que recebeu Menção Honrosa da Comissão Estadual de Literatura);
- "Muita Prosa, pouco Verso" (obra que recebeu o Troféu Ribeiro Couto - O Livro do Ano em 1983, pela União Brasileira de Escritores).

Seu último livro, "Sonetos que o Amor Inspirou" foi elogiado pelo poeta Paulo Bonfim, da Academia Paulista de Letras, como “Versos de alguém que tem poesia no sangue e no coração”. E, assim, o poeta modernista Manuel Bandeira referiu-se ao livro "Rosa Desfolhada...e outros versos", da autora. Helena Silveira disse que o livro “apresenta momentos de autêntico lirismo e vibração emocional, que toca e comove”.
Zezinha tinha a capacidade de utilizar a seu favor as adversidades, mostrando a sua força espiritual nos versos em que ela se refere à poliomielite, doença que a acometeu em criança:
"Mas não fiquei amarga, não....
O que me faltou em movimento
Sobrou em sentimento
O que perdi em ação
Ganhei em imaginação."

Cantiga de Rosa (do livro Rosa Desfolhada):
Ao contrário dos jardins que há rosas em profusão,
na vida são mais espinhos que ferem a nossa mão.
Não amargures a vida lembrando coisas penosas,
a roseira tem espinhos mas só colhemos as rosas.
Colhe a rosa que te couber perfumada e colorida,
e esquecerás os espinhos que te feriram na vida.
Não abras muito a janela pois o vento pode entrar
e a tua rosa tão bela poderá se desfolhar.
Cultiva, por isso, a rosa, mesmo entre espinhos nascida,
porque os espinhos são muitos e poucas rosas na vida!

## Homenagem
Homenageada na cidade de Santos, com  o  monumento na orla da praia : Busto de Maria José Aranha de Rezende (Avenida Vicente de Carvalho, em frente à Rua Pindorama).